# Trichlorure d'uranium
Le trichlorure d'uranium, également appelé chlorure d'uranium(III), est un composé chimique de formule UCl3 qui se présente sous la forme d'un solide cristalline de couleur verte. Il est notamment formé lors du traitement du combustible nucléaire usé.

## Préparation
On peut le synthétiser de deux façons différentes à partir du tétrachlorure d'uranium UCl4 :
- en ajoutant UCl4 sur de l'uranium métallique dans un mélange de chlorure de sodium et de chlorure de potassium à 670-710 °C :

3 UCl4 + U → 4 UCl3,
- en chauffant UCl4 dans l'hydrogène :

2 UCl4 + H2 → 2 UCl3 + 2 HCl.
Le trichlorure d'uranium réagit avec le tétrahydrofurane (THF) et le méthylcyclopentadiène sodium pour donner divers complexes métallocènes d'uranium (uranocène). UCl3 est également utilisé comme catalyseur de la réaction entre le tétrahydruroaluminate de lithium LiAlH4 et les alcènes pour donner des aluminates d'alkyles.

## Utilisation
Le trichlorure d'uranium fondu est la forme principale sous laquelle l'uranium des combustibles nucléaires usagés est recyclé dans le cadre des procédés pyrochimiques (ces procédés utilisent des sels chlorure fondu à haute température en tant que solvant). Néanmoins, ces procédés ne sont utilisés au mieux qu'à des échelles pilotes, le recyclage des combustibles irradiés étant majoritairement réalisé par des procédés hydrométallurgiques, comme le procédé PUREX mis en œuvre en France dans l'usine de la Hague.